# Disma Ugolini
Disma Ugolini (Firenze, 20 novembre 1755 – Firenze, 13 febbraio 1828) è stato un compositore italiano.

## Biografia
Secondo la biografia ottocentesca di Luigi Picchianti, Ugolini studiò con Bartolomeo Felici nella Chiesa della Santissima Annunziata ed ebbe come "compagno di scuola" Luigi Cherubini. Non precisate malformazioni congenite lo resero gobbo e claudicante, e abbisognò tutta la vita di stampelle per camminare. Sotto la guida di Felici compose diversi oratori per la Chiesa degli Scolopi, che però «non volle conservare». Collezionò molti trattati di musica su cui si perfezionò quasi da autodidatta dopo la morte del maestro nel 1776. Trovò lavoro come organista in diverse chiese fiorentine e compose molte musiche liturgiche. Picchianti descrive un Ugolini molto modesto, che si riteneva privo di fantasia e dichiarava una grande fatica nel comporre. 
Nel 1811, Ugolini ottenne la cattedra di contrappunto nel neonato Istituto Musicale (sorto dalle classi musicali dell'Accademia di Belle Arti fondata da Pietro Leopoldo nel 1784), e insegnò secondo i rigorosi canoni dalla didattica del tempo (impartiti secondo il modello di pedagogia musicale istituzionalizzato dal napoletano Fedele Fenaroli) a un elevato numero di allievi, tra cui Luigi Gherardeschi, Ferdinando Giorgetti e Giovacchino Bimboni. Le notizie biografiche di Picchianti sono confluite nel Dizionario dei musicisti di Carlo Schmidl.

## Opere e fonti
Secondo Picchianti, Ugolini compose almeno 30 messe, un vasto campionario di musica liturgica (Requiem, responsori, mattutini, mottetti, salmi, vespri, una Passione), oltre che musiche profane (sonate per tastiera, ariette, canoni, fughe) e didattiche («una copiosa collezione di solfeggi»).

### Copie manoscritte
- L'Ufficio Ricerca Fondi Musicali (URFM) di Milano registra una decina di pezzi sacri di Ugolini, conservati tra l'Archivio della Santissima Annunziata a Firenze (dove Ugolini studiò con Bartolomeo Felici), l'Abbazia di San Pietro a Perugia e, in numero minore, alla Biblioteca dell'Istituto Boccherini di Lucca, alla Biblioteca Palatina di Parma, e alla Biblioteca Privata Bompiani di Roma[10], oltre che una silloge di pezzi profani alla Biblioteca del Conservatorio di Firenze.[11][10]
- Il Répertoire International de Source Musicales (RISM), rispetto all'URFM, rintraccia alcuni pezzi sacri in più conservati all'Archivio della Santissima Annunziata[12]; indica 13 salmi del vespro copiati nel 1829 in una raccolta manoscritta, appartenuta a Giovanni Gabbri, conservata alla Music Division della New York Public Library[13]; e riscontra un'arietta profana in una silloge manoscritta di canto al Musikabteilung della Stadtbibliothek di Hannover.[14]
- Il Servizio Bibliotecario Nazionale (SBN), conferma i ritrovamenti di URFM e RISM, e aggiunge almeno 3 Responsi conservati nella Biblioteca dell'Archivio capitolare e parrocchiale della Basilica di San Lorenzo a Firenze.[15]

### Autografi
Sono stati riconosciuti come autografi solo i pezzi profani al Conservatorio di Firenze.

### Stampe
Ugolini ha stampato alcune sonate per cembalo con l'editore Giuseppe Poggiali di Firenze per un totale di 3 numeri d'opera dei quali sopravvivono, allo stato attuale della ricerca, soltanto l'op. 1 (Sei sonate opera prima, 1781) e l'op. 3 (Due sonate per cimbalo e violino obbligato opera terza, senza data, dedicata a Eleonora Sansedoni). Risulta avere pubblicato anche una Soluzione di un canone enigmatico di Giuseppe Haydn a Bologna con l'editore Cipriani intorno al 1811.
Esemplari di tali opere stampate si trovano al Conservatorio Cherubini, alla Biblioteca Palatina di Parma, al Museo Internazionale e Biblioteca della Musica di Bologna e alla Biblioteca di San Francesco a Bologna.

### Lettere
All'Accademia Filarmonica di Bologna risultano diverse missive spedite da Ugolini a Marco Santucci, un allievo di Fenaroli.